# ايراكلي كليميشفيلي
ايراكلي كليميشفيلي (30 مايو 1988 بتبليسي في جورجيا - ) هو لاعب كرة قدم جورجي في مركز الهجوم. شارك مع منتخب جورجيا تحت 21 سنة لكرة القدم ومنتخب جورجيا لكرة القدم. أما مع النوادي، فقد لعب مع أنجي محج قلعة وتوربيدو كوتيسي وديلا غوري ونادي باختاكور طشقند ونادي سكونتو ونادي سيوني بولنيسي وويت جورجيا.

## وصلات خارجية
- ايراكلي كليميشفيلي على موقع الاتحاد الدولي (مؤرشف)  (الإنجليزية)
- ايراكلي كليميشفيلي على موقع الاتحاد الأوربي (الإنجليزية)
- ايراكلي كليميشفيلي على موقع قاعدة بيانات كرة القدم.إي يو (الإنجليزية)
- ايراكلي كليميشفيلي على موقع ناشيونال فوتبول تيمز (الإنجليزية)
- ايراكلي كليميشفيلي على موقع Soccerway.com (الإنجليزية)